# Cervantes (ster)
Cervantes (mu Arae) is een gele dwerg met een spectraalklasse van G3.V. De ster schijnt met een magnitude van +5,12 en bevindt zich 50,89 lichtjaar van de zon in het sterrenbeeld Ara (altaar). In december 2015 kreeg de ster de naam Cervantes, naar de Spaanse schrijver Miguel de Cervantes.

## Planetenstelsel

In 2001 werd de eerste planeet gevonden rond Cervantes door Anglo-Australian Planet Search, gelijktijdig met Epsilon Reticuli b; de omlooptijd van de planeet bedroeg 743 dagen. Latere observaties in 2004 onthulden de tweede planeet, Mu Arae e, met een omlooptijd van 8,2 jaar. Later in 2004 vond men ook een derde planeet: Mu Arae c, een hete gasdwerg met een omlooptijd van amper 3 dagen.
Pas in 2006 werd de vierde planeet, Mu Arae d, gevonden met een omlooptijd van ca. 311 dagen.